# Турнір п'яти націй 1990 (склади команд)

## Англія
Головний тренер: Джефф Кук
1. Пол Акфорд
2. Роб Ендрю
3. Марк Бейлі
4. Стів Бейтс
5. Алан Бузза
6. Вілл Карлінг (капітан)
7. Фран Клаф
8. Вейд Дулі
9. Давід Егертон
10. Джеррі Гаскотт
11. Саймон Halliday
12. Річард Хілл
13. Саймон Ходгкінсон
14. Марк Ліннетт
15. Браян Мур
16. Джон Олвер
17. Джефф Пробін
18. Пол Рендалл
19. Міккі Скіннер
20. Майк Тіг
21. Рорі Андервуд
22. Джон Вебб
23. Пітер Вінтерботтом

## Франція
Головний тренер: Жак Фуру
1. Марк Андрію
2. Луї Армарі
3. П'єр Бербізьє (капітан) (*)
4. Серж Бланко
5. Домінік Буе
6. Дідієр Камбераберо
7. Ален Кармінаті
8. Ерік Шамп
9. Дені Шарве
10. Жан Кондом
11. Тьєррі Девержі
12. Домінік Ербані
13. Жан-П'єр Гару-Лемпіру
14. Фабріс Еєр
15. Пейо Унтас
16. Бернар Лакомб
17. Тьєррі Лакруа
18. Жан-Батіст Лафонд
19. Патріс Лажіске
20. Жан-Марк Лермет
21. Тьєррі Мазе
22. Ерік Мельвіль
23. Франк Меснел
24. Паскаль Ондарт
25. Марк Пужоль
26. Лоран Родрігез (капітан) (**)
27. Олів'є Рума
28. Анрі Сунз
29. Ерік Субуа
30. Філіп Селя
31. Фредерік Велю

(*) капітан (перші дві гри) 
 (**) капітан (третя + четверта гра)

## Ірландія
Головний тренер: Кіран Фіцджеральд
1. Фергус Аерн
2. Віллі Андерсон (капітан) (*)
3. Майкл Брадлі
4. Пол Коллінз
5. Кіт Кроссан
6. Філ Данахер
7. Де Фіцджеральд
8. Ніл Франсіс
9. Мік Галвей
10. Гарі Халпін
11. Кеннет Хукс
12. Девід Ірвін
13. Ральф Кіз
14. Майкл Кіернан
15. Донал Леніхан (капітан) (**)
16. Ноел Манніон
17. Філіп Меттьюс
18. Деніс МакБрайд
19. Джон МакДональд
20. Брендан Маллин
21. Кенні Мерфі
22. Пат Мюррей
23. Пат О'Хара
24. Джеймс О'Ріордан
25. Нік Попплвелл
26. Пітер Расселл
27. Браян Сміт
28. Стів Сміт

(*) капітан (перші дві гри) 
 (**) капітан (третя + четверта гра)

## Шотландія
Головний тренер: Джим Телфер
1. Джон Аллан
2. Гарі Армстронг
3. Алекс Брустер
4. Пол Бернелл
5. Фінлі Колдер
6. Крейг Чалмерс
7. Даміан Кронін
8. Пітер Додс
9. Кріс Грей
10. Гевін Гастінгс
11. Скотт Гастінгс
12. Джон Джеффрі
13. Шон Лайнін
14. Грем Маршалл
15. Кевін Мілн
16. Грейг Олівер
17. Крейг Редпаз
18. Грем Шіл
19. Девід Сол (капітан)
20. Тоні Стенжер
21. Іван Тукало
22. Дерек Тернбулл
23. Алан Ватт
24. Додді Вір
25. Дерек Вайт
26. Дуглас Вайлі

## Уельс
Головний тренер: Джон Раян/Рон Вальдрон
1. Енді Аллен
2. Аллан Бейтмен
3. Енді Буз
4. Кріс Бріджес
5. Тоні Клемент
6. Річі Коллінс
7. Карвін Дейвіс
8. Філ Дейвіс
9. Лоранс Делані
10. Алан Едмундс
11. Девід Еванс
12. Стів Форд
13. Майк Гріффітс
14. Майк Холл
15. Гарін Дженкінс
16. Артур Джонс
17. Гарі Джонс
18. Марк Джонс
19. Роберт Джонс (капітан)
20. Гарет Луеллін
21. Мартін Морріс
22. Кевін Мозлі
23. Марк Перего
24. Кевін Філліпс
25. Роленд Філліпс
26. Джеремі П'ю
27. Марк Рінг
28. Пол Торбурн
29. Марк Тітлі
30. Іян Воткінс
31. Браян Вільямс
32. Х'ю Вільямс-Джонс